# Коное Хідемаро
Хідемаро Коное (яп. 近衛秀麿; 18 листопада 1898, Токіо, Японія — 2 червня 1973, там само) — японський диригент і композитор. Член Японської академії мистецтв. Брат Фумімаро Коное.

## Біографія
1922 року закінчив Токійський університет мистецтв, де навчався гри на скрипці, а також композиції та теорії музики у Косаку Ямади. У 1922—1924 роках удосконалювався в Парижі у Венсана д'Енді і в Берліні у Франца Шрекера і Георга Шумана. Був асистентом Еріха Кляйбера і Карла Мука. У 1925 році, після повернення на батьківщину, став одним із засновників Японської симфонічної асоціації і творцем Нового симфонічного оркестру в Токіо (згодом Симфонічний оркестр NHK), яким керував до 1935 року. У 1930-х роках гастролював по Європі, найчастіше в Німеччині і в США. Розпочата Друга світова війна перервала гастрольні турне. Займався викладацькою роботою. Серед учнів — Хідео Сайто. У 1945 році заснував в Токіо Інститут музичних досліджень. У 1957 і 1960 роках знову гастролював в Європі, в тому числі і в СРСР (в 1960 році). Займався оркестровкою і симфонічної аранжуванням, зокрема «Картинки з виставки» Мусоргського та інших творів, а для фільму «Мадам Батерфляй» (за оперою Джакомо Пуччіні) додав до партитури японські народні мелодії. Як композитор надавав перевагу оркестровим п'єсам, заснованим на елементах національного фольклору.